# Harrysmithia franchetii
Harrysmithia franchetii är en växtart i släktet Harrysmithia och familjen flockblommiga växter.
Arten är en perenn ört som förekommer i norra Yunnan i Kina. Den beskrevs först som Carum franchetii av Minosuke Hiroe 1979, och fick sitt nu gällande namn av Men Lan Sheh 2004.